# Marie Bashkirtseff
Marija Basjkirtseva eller franskanpassat Marie Bashkirtseff, ursprungligen Marija Konstantinovna Basjkirtseva (ryska: Мария Константиновна Башкирцева), född 24 november 1858 i Gavrontsi nära Poltava i Guvernementet Poltava, nuvarande Ukraina, död 31 oktober 1884 i Paris, var en rysk konstnär och dagboksskribent.

## Biografi
Marie Bashkirtseff tillhörde välbeställd lantadel på bägge föräldrarnas sidor. Efter deras skilsmässa när hon var tolv följde hon med sin mor och flyttade runt i Europa och var 13 år när hon började att föra dagbok. Hon fick utbildning på den privata konstskolan Académie Julian i Paris, där även Louise Catherine Breslau studerade. Hennes brev, i synnerhet korrespondensen med Guy de Maupassant, publicerades 1891.
Hennes konstnärliga inriktning var naturalismen. Bland Marie Bashkirtseffs främsta verk är hennes målningar av Paris fattiga barn, såsom Mötet från 1884. En annan av hennes mer kända målningar är I ateljén från 1881, som avbildar hennes konstnärskamrater i arbete. Många av hennes verk förstördes av nazisterna under andra världskriget. 
Marie Bashkirtseffs konstnärliga karriär blev kort. Hon dog i tuberkulos, innan hon fyllt 26 år. Då hade hon ändå redan hunnit göra sig ett namn i Paris. Hennes dagboksanteckningar utgavs postumt på franska 1887. Hon är begravd i Paris på kyrkogården Cimetière de Passy.

## Bilder

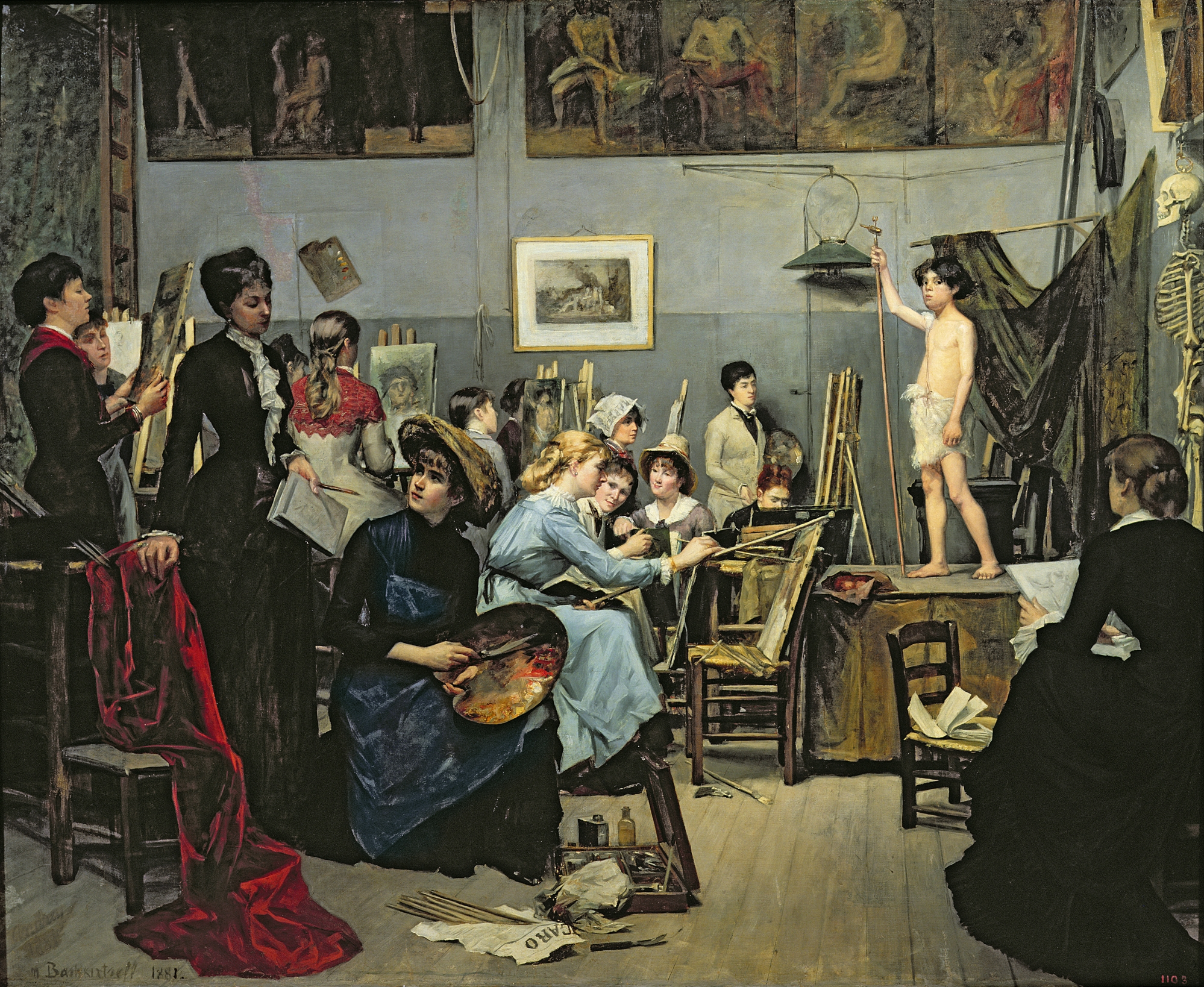
I ateljén, 1881. Konstnären själv längst till höger.
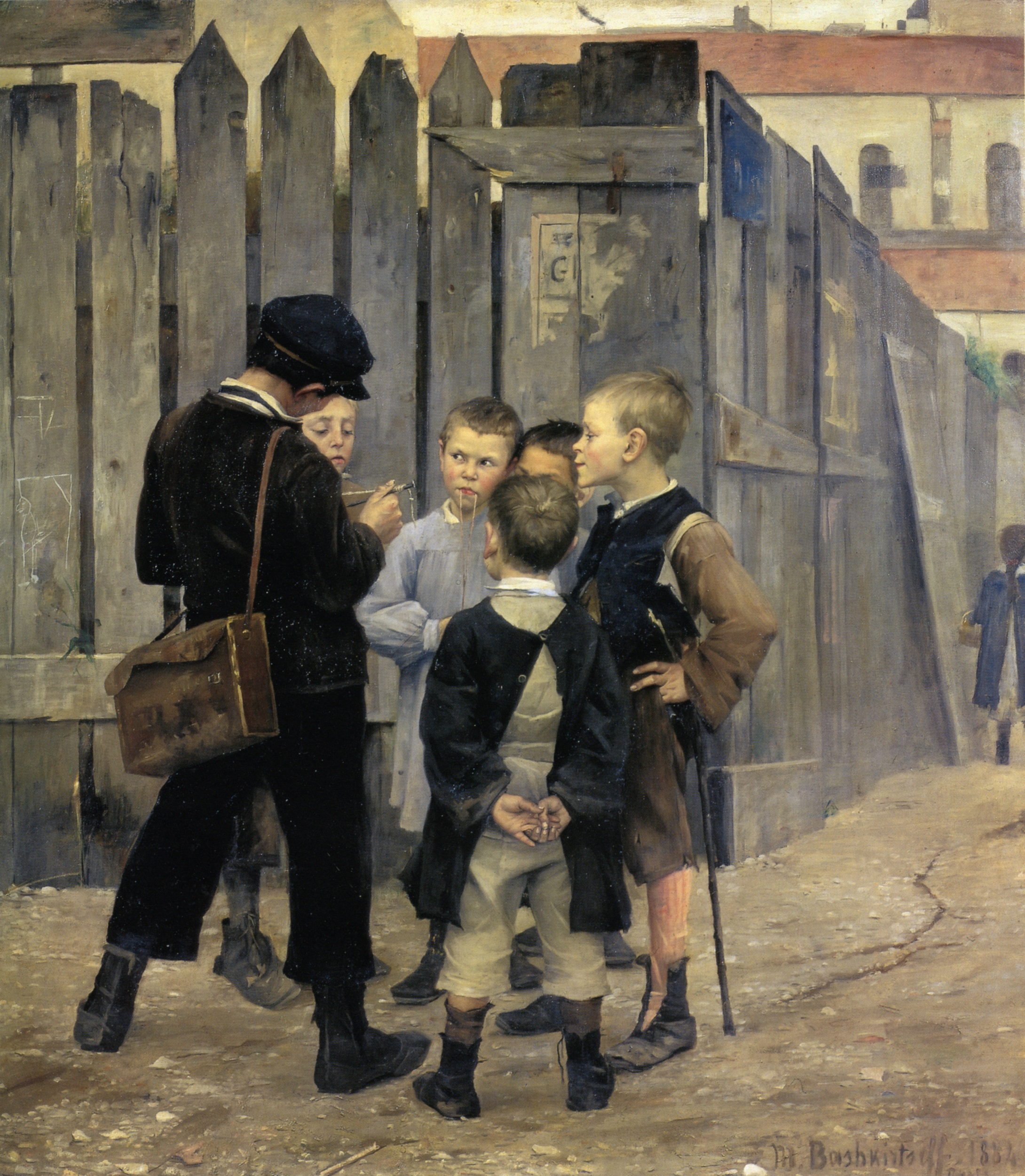
Mötet, 1884.